# Conclave de 1464
Le conclave de 1464 se déroule à Rome, du 28 au 30 août 1464, juste après la mort du pape Pie II et aboutit à l'élection du cardinal Pietro Barbo qui devient le pape Paul II.

## Source
- (en) Cet article est partiellement ou en totalité issu de l’article de Wikipédia en anglais intitulé « Papal conclave, 1464 » (voir la liste des auteurs).